# Protambulyx eurycles
Protambulyx eurycles är en fjärilsart som beskrevs av Herrich-Schäffer 1854. Protambulyx eurycles ingår i släktet Protambulyx och familjen svärmare. Inga underarter finns listade i Catalogue of Life.

## Bildgalleri

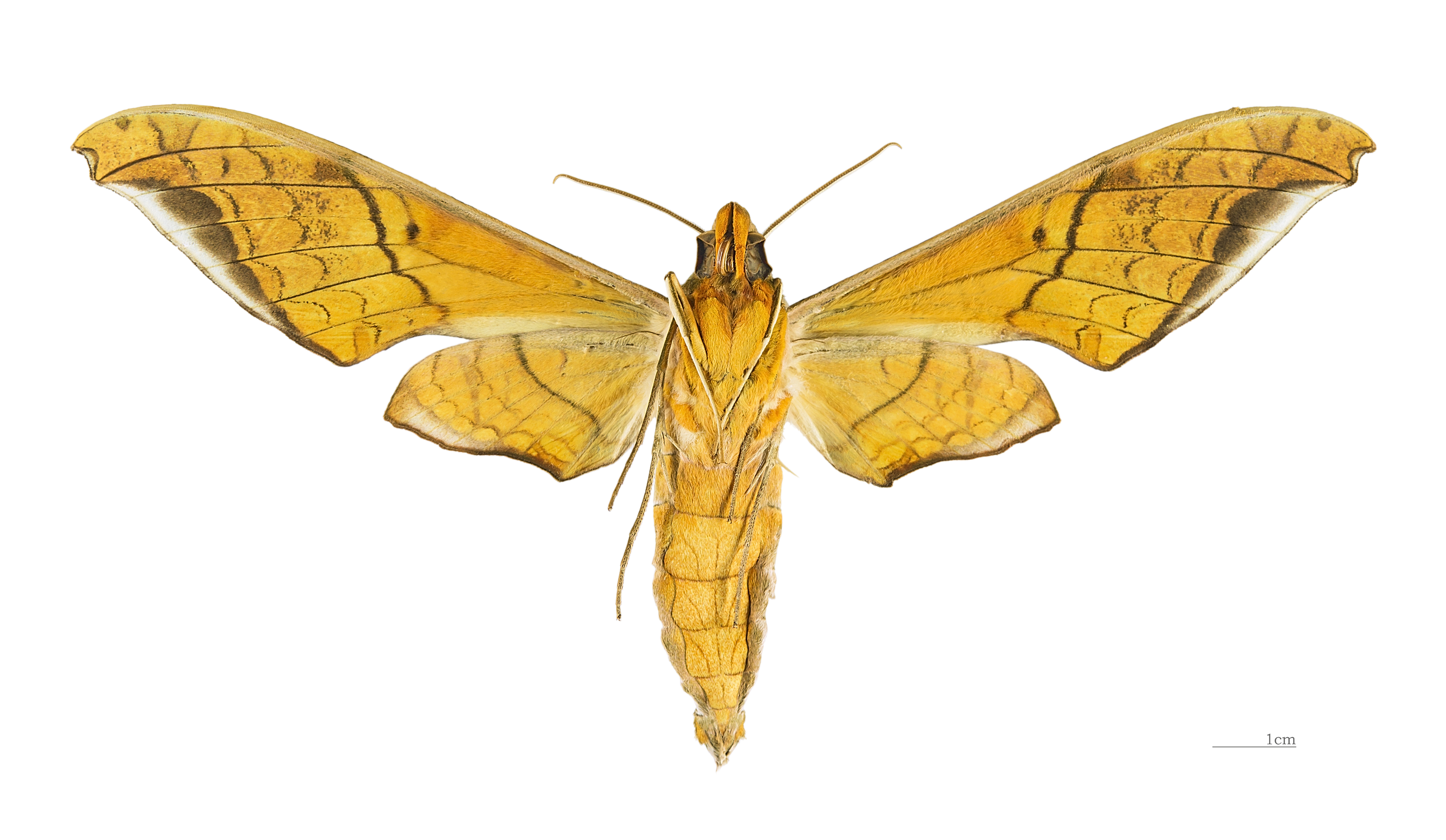
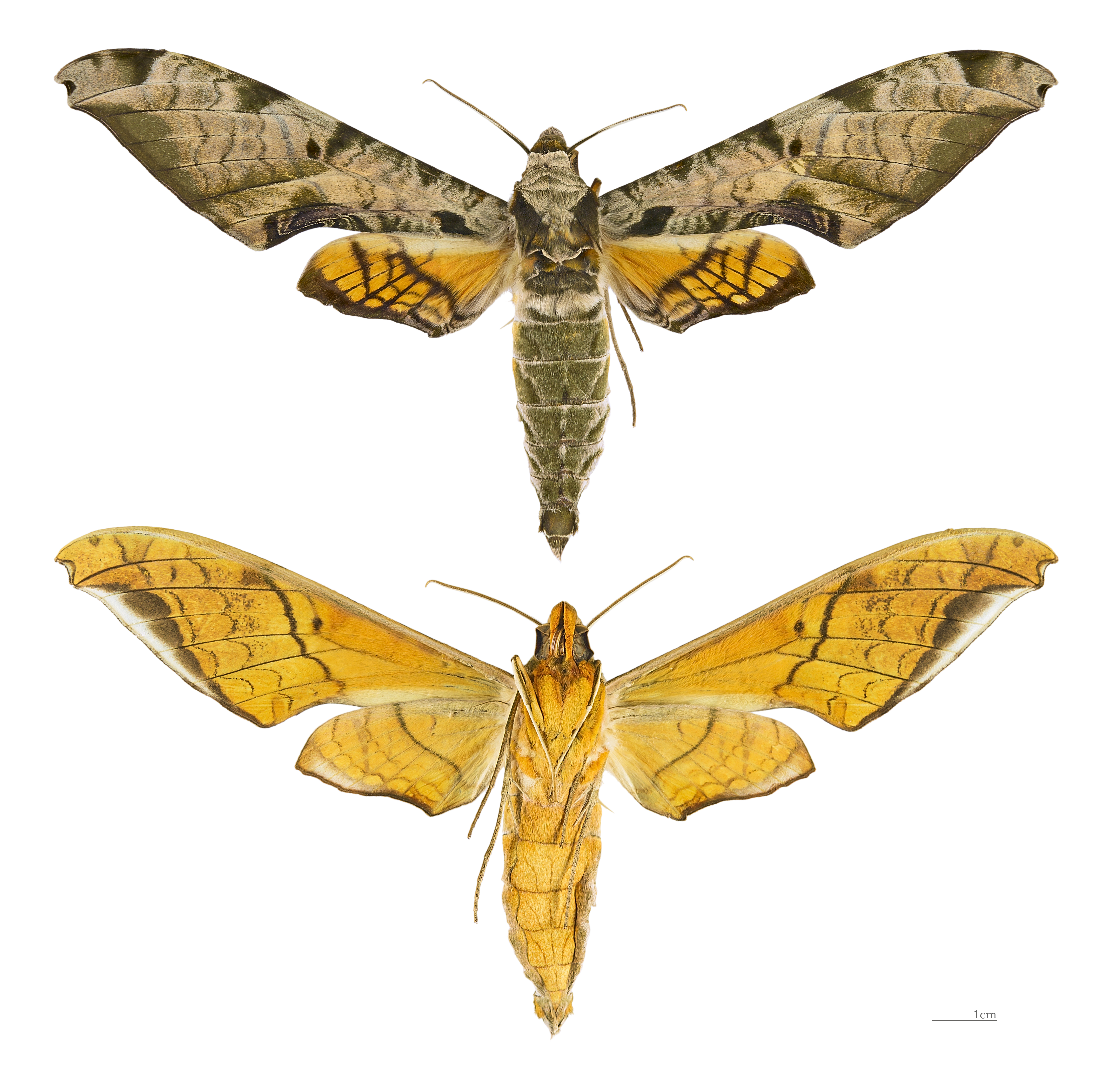
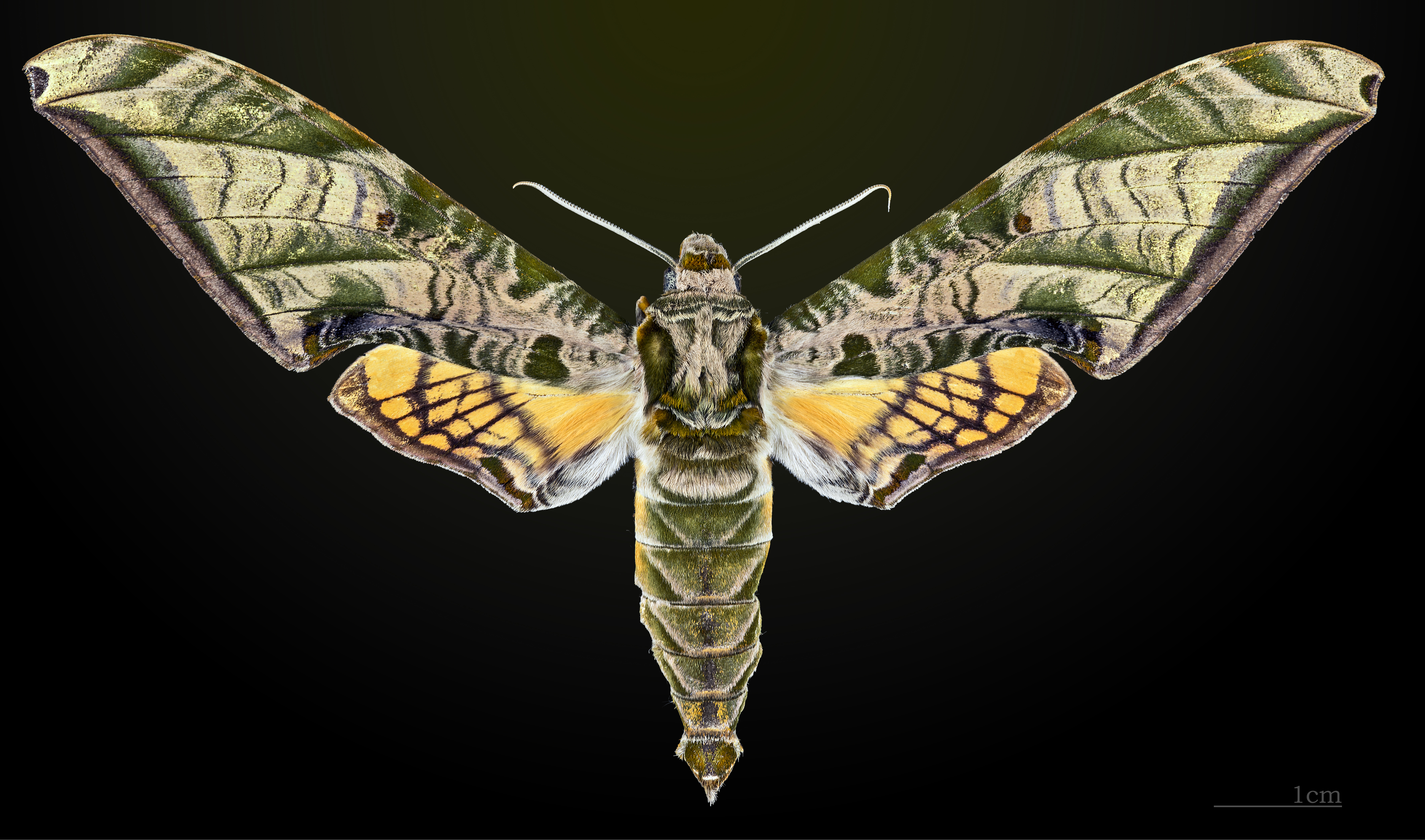